# John G. Bartlett
John G. Bartlett (* 12. Februar 1937 in Syracuse, New York; † 19. Januar 2021 in New York) war ein US-amerikanischer Mediziner, der sich mit Infektionskrankheiten befasste.

## Werdegang
Bartlett studierte am Dartmouth College (Bachelor-Abschluss 1959) und an der Upstate Medical Center School of Medicine in Syracuse (New York) mit dem Abschluss (M.D.) 1963 und wollte zunächst Kardiologe werden. Er absolvierte eine Facharztausbildung am Peter Bent Brigham Hospital (Residency 1963 bis 1965), war als Militärarzt im Vietnamkrieg und setzte seine Ausbildung an der University of Alabama (Residency 1967/68) fort. Nach seiner Zeit in Vietnam wandte er sich Infektionskrankheiten zu und ging 1968 zu Sydney M. Finegold an der University of California, Los Angeles, und dem Wadsworth Veterans Administration Hospital (Fellowship 1968 bis 1970). Zunächst befasste er sich mit Lungeninfektionen durch anaerobe Bakterien und dann auf Anregung von Sherwood Gorbach mit dem Magen-Darm-Trakt. Er identifizierte 1978 Clostridium difficile als Auslöser von mit Antibiotika verbundener Kolitis. Er entwickelte einen diagnostischen Test für das von den Bakterien freigesetzte Toxin und demonstrierte die effektive Behandlung mit Vancomycin. Er folgte Gorbach an die Tufts University und ging 1980 als Professor und Leiter der Abteilung Infektionskrankheiten an die Johns Hopkins University. Er baute die Abteilung neu auf (von einem jährlichen Budget von rund 280.000 Dollar bis zu 56 Millionen Dollar 2005), startete 1983 das Aids-Programm an der Johns Hopkins und eröffnete 1985 eine Aids-Klinik, die zur zweitgrößten des Landes nach der in San Francisco wurde (2005). Seit 1997 war er Ko-Vorsitzender des Komitees für die offiziellen Richtlinien für antiretrovirale Therapie von HIV in den USA. Mit D. A. Henderson gründete er 1997 das Hopkins Center for Civilian Biodefense Studies. Seine Abteilung umfasst auch ein umfangreiches Hepatitis Programm und eine der weltweit (2005) größten Tuberkulose-Abteilungen. 2006 ging er in den Ruhestand.
Nach einem Herzinfarkt in den 1980er Jahren konzentrierte er sich auf das Verfassen von Richtlinien für die Therapie von Infektionskrankheiten und verfasste eine Reihe von regelmäßig aktualisierten Leitfäden. Sein HIV-Leitfaden wurde in viele Sprachen übersetzt. Er war mit Sherwood Gorbach und Neil Blacklow Herausgeber eines Standardwerks über Infektionskrankheiten (Infectious Diseases) mit 34 Auflagen zwischen 1992 und 2004.
2005 erhielt er den Maxwell Finland Award und 2005 den Alexander Fleming Award.

## Schriften (Auswahl)
- mit Ann K. Finkbeiner: The Guide to living with HIV infection, Johns Hopkins University Press 1991 (45 Auflagen bis 2007)
- Medical care of patients with HIV infections, Lippincott Williams and Wilkins, 11. Auflage 2003
- mit Joel E. Gallant, Paul A. Pham: The medical management of HIV infections, Knowledge Source Solutions 2009 (und Johns Hopkins Medicine, 33 Auflagen bis 2012)
- Management of respiratory tract infections, 5. Auflage, Johns Hopkins University Press 2001
- 1998 Pocket Book of Infectious Disease Therapy, William and Wilkins, 9. Auflage 1998 (jährliche Neuausgaben)
- mit Sherwood Gorbach, Neil R. Blacklow (Hrsg.): Infectious Diseases, Lippincott Williams and Wilkins 2003
- mit Paul Auwaerter, Paul Pham: The Johns Hopkins ABX guide : diagnosis and treatment of infectious diseases, Jones and Bartlett 2010
- mit anderen: Bioterrorism and public health : an Internet resource guide, Thomson--Physicians' Desk Reference 2002
- PDR Guide to Biological and Chemical Warfare Response